# Ryszard Laskowski
Ryszard Mirosław Laskowski (ur. 1959) – polski biolog i ekolog, profesor nauk biologicznych, nauczyciel akademicki Uniwersytetu Jagiellońskiego.

## Życiorys
W 1993 na podstawie napisanej pod kierunkiem Januarego Weinera rozprawy pt. The Dynamics of Chemical Elements During Forest Litter Decomposition  uzyskał na Wydziale Biologii i Nauk o Ziemi Uniwersytetu Jagiellońskiego stopień naukowy doktora nauk biologicznych w zakresie biologii. Tam też w 1997 na podstawie dorobku naukowego oraz rozprawy pt. Wpływ zanieczyszczeń na populacje iteroparycznych bezkręgowców lądowych uzyskał stopień doktora habilitowanego nauk biologicznych w zakresie biologii. W l. 1997-1998 stypendysta Programu Fulbrighta na Oregon State University - Corvallis. W 2002 prezydent RP nadał mu tytuł naukowy profesora nauk biologicznych. Został profesorem zwyczajnym UJ.